# Kaal breukkruid
Kaal breukkruid (Herniaria glabra) is een plantensoort uit de anjerfamilie (Caryophyllaceae).

## Kenmerken

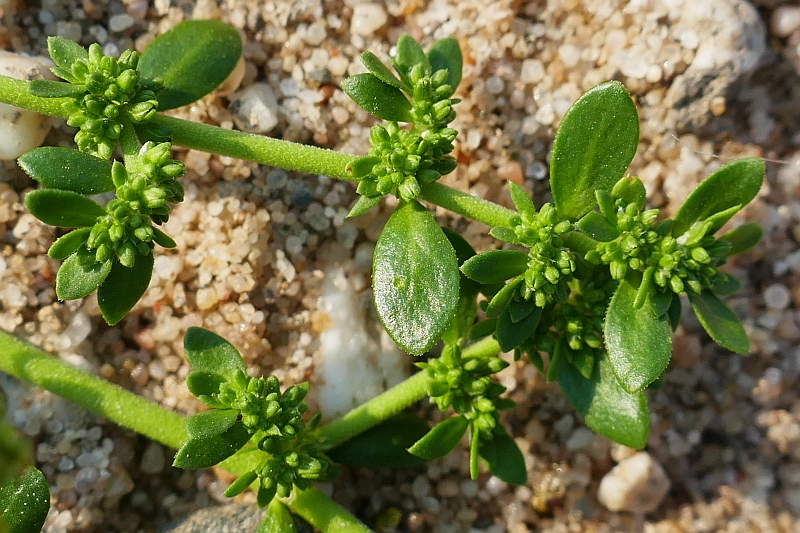
Detailopname bloeiende plant

Kaal breukkruid is een een-, twee- of meerjarige, kruidachtige plant. Het is een geelgroen plantje met vertakte stengels die in ronde polletjes dicht tegen de grond aanliggen. Het is een echte tredplant. Kaal breukkruid is meestal 5 tot 15 cm hoog, maar kan tot 30 cm groeien. De bladeren en de stengel zijn geheel kaal of hooguit zeer kort met trilhaartjes. De driehoekige steunblaadjes zijn ongeveer 0,5 tot 1,5 mm lang. 
De soort bloeit van juni tot oktober. De erg kleine witte bloemen groeien in een dichte tros in de oksels van de bladeren. De zittend, hermafrodiete bloemen zijn vijfvoudig. De kelkbladen zijn groen, elliptisch en stomp puntig. De witte bloembladen zijn veel kleiner dan de kelkblaadjes en vaak helemaal afwezig. Er zijn vijf vruchtbare meeldraden en vijf bloembladachtige staminodes aanwezig.
Het aantal chromosomen is 2n = 18.

## Ecologie
Kaal breukkruid groeit op zonnige, open plekken op ’s-zomers droge, zure en stiksofarme, matig voedselrijke zand- en grindgrond en andere steenachtige, zwak zure en verstoorde bodems. Zij staat op zandige en grindrijke rivieroevers, rivierduinen, open plekken in de lage grasmat van droog, weinig bemest weiland langs de rivieren, dijken, spoorwegterreinen, braakliggende grond met veel puin, industrieterreinen, mijnafvalstortplaatsen, muren, soms in heideterreinen en op akkers, tussen straatstenen, in bermen, de binnenduinranden en zandgroeven.

### Syntaxonomie
In de syntaxonomie staat kaal breukkruid binnen de graslandformatie te boek kensoort voor de associatie van vetkruid en tijm (Sedo-Thymetum), een bloemrijke plantengemeenschap van droge zandgronden langs de grote rivieren. Ze komt echter het meest voor in de associatie van vetmuur en zilvermos (Bryo-Saginetum).
Het is tevens een indicatorsoort voor het mesofiel hooiland (hu) subtype 'Droge stroomdalgraslanden', een karteringseenheid in de Biologische Waarderingskaart (BWK) van Vlaanderen en het Brussels Hoofdstedelijk Gewest.

## Verspreiding
Het verspreidingsgebied van kaal breukkruid strekt zich uit over Europa (zonder een groot deel van het noordwesten van het continent), West-Azië en Noord-Afrika. In Groot-Brittannië komt het vrijwel alleen in het zuidoosten voor. In Noord-Amerika is het op sommige plaatsen geïntroduceerd. 
In Wallonië is het plaatselijk vrij algemeen in Lotharingen. Elders zeldzaam tot zeer zeldzaam. In Vlaanderen komt het zeldzaam voor. In Nederland is de soort vrij zeldzaam in het rivierengebied in het oosten, midden en zuiden en in stedelijke gebieden, elders is ze zeer zeldzaam. Door de kanalisatie van de rivieren en ‘graslandverbetering’ gaat de soort in het rivierengebied achteruit, daar staat tegenover ze zich uitbreidt in de stedelijke gebieden en Zuid-Limburg.

## Volksgeneeskunde
Het plantje werd vroeger toegepast, zoals de naam doet vermoeden, voor de behandeling van hernia. Daarnaast werd het gebruikt tegen waterzucht en om de nieren te activeren.